# ری وود
ری وود (به انگلیسی: Ray Wood) زادهٔ ۱۱ ژوئن ۱۹۳۱ بازیکن فوتبال اهل انگلستان که سابقهٔ بازی در تیم ملی فوتبال انگلستان را در کارنامهٔ خود دارد. وی در تاریخ ۲ اکتبر ۱۹۵۴ نخستین بازی ملی خود را در مقابل تیم ملی فوتبال ایرلند شمالی انجام داد و با حضور در ۳ بازی ملی، در تاریخ ۲۰ مه ۱۹۵۶ واپسین بازی ملی‌اش را در برابر تیم ملی فوتبال فنلاند برگزار کرد.